# Aeroporto Internacional do Rio de Janeiro-Galeão
De Internationale Luchthaven Antônio Carlos Jobim is de belangrijkste luchthaven van de Braziliaanse stad Rio de Janeiro. Ze is genoemd naar de beroemde Braziliaanse musicus Antônio Carlos Jobim, maar is beter bekend als Galeão.

## Activiteiten
De luchthaven is gebouwd op Ilha do Governador, een eiland in de Baía de Guanabara op circa 20 kilometer van het stadscentrum. Ze wordt uitgebaat door Empresa Brasileira de Infra-Estrutura Aeroportuária (Infraero), een overheidsorganisatie belast met het beheer van de vliegvelden in het land. Er zijn twee terminals in de vorm van een halve cirkel, die samen 15 miljoen passagiers per jaar kunnen verwerken. Er is ook een grote cargoterminal en de langste startbaan in Brazilië (de uitbater geeft hiervoor als lengte 4240 m op).
In 2011 startte de Braziliaanse overheid een veilingproces om luchthavens, waaronder Galeão, gedeeltelijk te privatiseren. Eind 2013 werd bekend dat de beheerder van het Internationale luchthaven Changi in Singapore en het Braziliaanse bouwbedrijf Odebrecht Transport na hun bod van zo’n 6,1 miljard euro de luchthaven voor een periode van 25 jaar gaan beheren. In dit bedrag zijn ook investeringen opgenomen om de capaciteit van de luchthaven te vergroten. In april 2016 moeten al 26 slurven en parkeerplaatsen voor vliegtuigen zijn gerealiseerd. Met de andere plannen wordt de capaciteit van de luchthaven verder uitgebreid tot 60 miljoen passagiers per jaar aan het einde van de concessieperiode. Infraero blijft een aandelenbelang van 49% houden.

## Geschiedenis
De site werd een gemengd civiel/militair vliegveld in 1945; voordien was er al een vliegschool en werden er vliegtuigen gebouwd zoals de Braziliaanse Muniz en, onder licentie, Fokker en Focke-Wulf. In die eerste jaren kwamen er vooral watervliegtuigen aan; pas in 1950 werd een passagiersterminal gebouwd. Dat werd in 1977 vervangen door de huidige Terminal 1. Het vliegveld werd toen de belangrijkste internationale Braziliaanse luchthaven. Die titel verloor het in 1985 aan Internationale Luchthaven Guarulhos.
In 1992 werd Terminal 1 gerenoveerd, zodat die zeven miljoen passagiers per jaar kon verwerken. In 1999 kwam Terminal 2 in gebruik, met een capaciteit van acht miljoen passagiers op jaarbasis. De capaciteit verdubbelde en in 2004 werd de luchthaven opnieuw de belangrijkste internationale luchthaven van Brazilië nadat een aantal vluchten verplaatst werden van de overbelaste luchthaven Santos-Dumont naar Galeão.

## Trafiek
| Jaar | Aantal passagiers | Aantal vliegbewegingen |
| ---- | ----------------- | ---------------------- |
| 2003 | 4.619.229         | 68.806                 |
| 2004 | 6.024.930         | 77.530                 |
| 2005 | 8.657.139         | 97.332                 |
| 2006 | 8.856.527         | 100.895                |
| 2007 | 10.352.616        | 119.892                |
| 2008 | 10.754.689        | 130.597                |
| 2009 | 11.828.656        | 119.287                |
| 2010 | 12.337.944        | 122.945                |
| 2011 | 14.952.830        | 139.443                |
| 2012 | 17.495.737        | 154.318                |
| 2013 | 17.115.368        | 143.245                |
| 2014 | 17.303.340        | 140.556                |
| 2015 | 16.942.229        | 132.792                |
| 2016 | 16.103.352        | 124.471                |
| 2017 | 16.242.767        | 120.138                |
| 2018 | 15.035.083        | 113.726                |
| 2019 | 13.507.881        | 104.832                |
| 2020 | 4.635.133         | 42.423                 |
| 2021 | 3.925.263         | 40.014                 |
| 2022 | 5.895.257         | 50.851                 |
| 2023 | 7.946.244         | 62.921                 |